# 1716 год в искусстве
События 1716 года в искусстве:

## Произведения
- Адриан Ван дер Верфф. «Суд Париса» (см. илл.)
- Готфрид Кнеллер. «Портрет Каролины Бранденбург-Ансбахской, принцессы Уэльской».
- Джеймс Тронхилл. Роспись потолка главного зала в Бленхеймском дворце.

## Родились
- 19 марта — Гийом Кусту Младший, французский скульптор (ум. 1777)
- 25 марта — Алексей Петрович Антропов, русский живописец (ум. 1795)
- 5 апреля — Джеремайя Теюс[англ.], американский портретист швейцарского происхождения (ум. 1774)
- 18 июня — Жозеф-Мари Вьен, французский живописец (ум. 1809)
- 1 декабря — Этьен Морис Фальконе, французский скульптор (ум. 1791)
- Дата неизвестна:

Фёдор Леонтиевич Аргунов, русский живописец (ум. 1754)
Ёса Бусон, японский живописец период Эдо (ум. 1784)
Жак-Фабьен-Готье д’Аготи, французский живописец и гравёр (ум. 1785)
Луис Эхидио Мелендес, испанский живописец (ум. 1780)
Иоганн Георг Цисенис, датско-немецкий портретист (ум. 1776)
Предположительно:
Бартоломео Кавачеппи, итальянский скульптор (ум. 1799)
Кристиан Ульрик Фольтмар, датский миниатюрист и дизайнер обоев (ум. 1794)

## Умерли
- 3 февраля — Джузеппе Альберти[англ.], итальянский живописец (род. 1664)
- 23 апреля — Юстус ван Хёйсум, нидерландский живописец (род. 1659)
- 19 сентября — Луи Дю Гернье, французский гравёр (род. 1677)
- 13 декабря — Шарль де Лафосс, французский живописец (род. 1640)
- 18 декабря — Ян ван Клиф[англ.], фламандский живописец (род. 1646)
- Дата неизвестна

Филиппе Каффьери, итальянский скульптор (род. 1634)
Джованни Канти, итальянский живописец (род. 1650)
Хуан Коррея, мексиканский живописец (род. 1646)
Тереза дель По, итальянская художница и гравёр (род. 1649)
Огата Корин, японский живописец (род. 1658)
Филипп Лаллеман, французский портретист (род. 1636)
Пьер Лепотр, французский рисовальщик и гравёр (род. 1652)
Гаррет Мёрфи, ирландский живописец (род. 1650)
Санте Ванди, итальянский портретист (род. 1653)